# Рейес, Лоренсо
Лоренсо Энрике Рейес Висенсио (исп. Lorenzo Enrique Reyes Vicencio; 13 июня 1991 года, Сантьяго) — чилийский футболист, играющий на позиции полузащитника.

## Клубная карьера
Лоренсо Рейес начинал свою карьеру футболиста в чилийском «Уачипато». 1 марта 2009 года он дебютировал за команду в чилийской Примере, выйдя на замену в конце домашнего матча с командой «Универсидад Католика». Спустя полтора месяца Рейес забил свой первый гол на высшем уровне, отметившись в домашнем поединке против клуба «Депортес Икике».
В середине 2013 года Рейес перешёл в испанский «Реал Бетис». 15 сентября того же года он дебютировал в Ла Лиге, выйдя на замену в середине второго тайма игры с «Валенсией». 31 марта 2014 года Рейес забил свой первый и единственный мяч в испанской Примере, открыв счёт в домашнем поединке против «Малаги». По итогам сезона севильцы вылетели в Сегунду, где чилиец отыграл следующие два года (сезон 2015/16 на правах аренды за «Альмерию»). 
В середине 2016 года Рейес вернулся на родину, подписав соглашение с «Универсидад де Чили».

## Достижения
«Уачипато»
- Чемпион Чили (1): Кл. 2012

 «Реал Бетис»
- Победитель Сегунды (1): 2014/15

 «Универсидад де Чили»
- Чемпион Чили (1): Кл. 2017